# Huatamimilo
Huatamimilo är en ort i Mexiko.   Den ligger i kommunen Atzalan och delstaten Veracruz, i den sydöstra delen av landet, 200 km öster om huvudstaden Mexico City. Huatamimilo ligger 796 meter över havet och antalet invånare är 117.
Terrängen runt Huatamimilo är huvudsakligen kuperad, men åt sydväst är den bergig. Runt Huatamimilo är det ganska tätbefolkat, med 93 invånare per kvadratkilometer. Närmaste större samhälle är Teziutlan, 14,3 km sydväst om Huatamimilo. I omgivningarna runt Huatamimilo växer i huvudsak städsegrön lövskog.